# In My Country
In My Country es una película dirigida por John Boorman.

## Argumento
Langston Whitfield (Samuel L. Jackson) es un periodista estadounidense del Washington Post
que viaja a Sudáfrica para cubrir el reportaje de las vistas orales sobre la Comisión para la verdad y la reconciliación. Se trataba de una amnistía para aquellos presos blancos condenados por el apartheid que reconocieran sus delitos arrepintiéndose de ellos. Allí conoce a Anna Malan (Juliette Binoche), africana blanca y locutora de radio. Langston es muy escéptico, ya que piensa que los blancos no se van a arrepentir de verdad, aunque Anna considera que es un acto para cerrar todas las heridas entre negros y blancos en Sudáfrica.

## Comentarios
La historia se basa en los hechos acaecidos en 1995 tras la llegada de Nelson Mandela al poder.
Véase: La era Post Aparheid.
- Datos: Q2733540